# Lista dos campeões mundiais de boxe dos pesos-leves
Essa é uma lista cronológica dos campeões mundiais no boxe na categoria dos pesos-leves, iniciada a partir de 1886, ano em que Jack McAuliffe derrotou Billy Frazier e se tornou o primeiro campeão desta categoria na era moderna do boxe, muito embora existam historiadores  quem sustentem que Kid Lavigne foi o real campeão inaugural dos pesos-leves.
As organizações de boxe foram introduzidas em 1910, com a criação da União Internacional de Boxe (UIB), mais tarde rebatizada de União Européia de Boxe (UEB). Esta entidade organizou lutas entre 1913 e 1963.
Mais tarde surgiram outras organizações, dentre as quais a Associação Nacional de Boxe (ANB), fundada em 1921, mas que depois passou a se chamar Associação Mundial de Boxe (AMB).
Finalmente, no início da década de 60, houve uma crise no mundo do boxe, que resultou na extinção ou na fusão de diversas entidades até então existentes.
Atualmente, existem quatro entidades em vigor no mundo do boxe:
- Associação Mundial de Boxe (AMB), fundada em 1921, quando ainda se chamava Associação Nacional de Boxe (ANB).
- Conselho Mundial de Boxe (CMB), criado em 1963.
- Federação Internacional de Boxe (FIB), criado em 1983.
- Organização Mundial de Boxe (OMB), fundada em 1988.

## 1886 - 1962
| Conquista do título | Perda do título         | Campeão           | Campeão        | Reconhecimento | Manutenção do cinturão número de defesas |
| --- | ----------------------- | ----------------- | -------------- | -------------- | ---------------------------------------- |
| 29 de outubro de 1886 | 9 de junho de 1893      | Jack McAuliffe    | Irlanda        | Universal      | 8                                        |
| McAuliffe se tornou campeão mundial dos pesos-leves em 1886, título que nunca lhe foi retirado. Depois da aposentadoria de McAuliffe, Kid Lavigne conquistou o título mundial dos leves, já sob a regras de Queensberry. |                         |                   |                |                |                                          |
| 1º de junho de 1896 | 3 de julho de 1899      | Kid Lavigne       | Estados Unidos | Universal      | 5                                        |
| 3 de julho de 1899 | 12 de maio de 1902      | Frank Erne        | Suíça          | Universal      | 3                                        |
| 12 de maio de 1902 | 4 de julho de 1908      | Joe Gans          | Estados Unidos | Universal      | 14                                       |
| 4 de julho de 1908 | 22 de fevereiro de 1910 | Battling Nelson   | Dinamarca      | Universal      | 4                                        |
| 22 de fevereiro de 1910 | 28 de novembro de 1912  | Ad Wolgast        | Estados Unidos | Universal      | 6                                        |
| 28 de novembro de 1912 | 7 de julho de 1914      | Willie Ritchie    | Estados Unidos | Universal      | 3                                        |
| 7 de julho de 1914 | 28 de maio de 1917      | Freddie Welsh     | Reino Unido    | Universal      | 11                                       |
| 28 de maio de 1917 | 15 de janeiro de 1925   | Benny Leonard     | Estados Unidos | Universal      | 10                                       |
| Leonard abdicou de seu título em 1925, após anunciar sua aposentadoria. |                         |                   |                |                |                                          |
| 13 de julho de 1925 | 7 de dezembro de 1925   | Jimmy Goodrich    | Estados Unidos | Universal      | 0                                        |
| 7 de dezembro de 1925 | 3 de julho de 1926      | Rocky Kansas      | Estados Unidos | Universal      | 0                                        |
| 3 de julho de 1926 | 17 de julho de 1930     | Sammmy Mandell    | Estados Unidos | Universal      | 5                                        |
| 17 de julho de 1930 | 14 de novembro de 1930  | Al Singer         | Estados Unidos | Universal      | 0                                        |
| 14 de novembro de 1930 | 23 de junho de 1933     | Tony Canzoneri    | Estados Unidos | Universal      | 4                                        |
| 23 de junho de 1933 | 1935                    | Barney Ross       | Estados Unidos | Universal      | 1                                        |
| Ross decidiu subir de categoria, deixando seu título mundial dos leves em aberto |                         |                   |                |                |                                          |
| 10 de maio de 1935 | 3 de setembro de 1936   | Tony Canzoneri    | Estados Unidos | Universal      | 1                                        |
| 3 de setembro de 1936 | 17 de agosto de 1938    | Lou Ambers        | Estados Unidos | Universal      | 2                                        |
| 17 de agosto de 1938 | 22 de agosto de 1939    | Henry Armstrong   | Estados Unidos | Universal      | 1                                        |
| 22 de agosto de 1939 | 10 de maio de 1940      | Lou Ambers        | Estados Unidos | Universal      | 0                                        |
| 10 de maio de 1940 | 19 de dezembro de 1941  | Lew Jenkins       | Estados Unidos | Universal      | 1                                        |
| 19 de dezembro de 1941 | 13 de novembro de 1942  | Sammy Angott      | Estados Unidos | Universal      | 1                                        |
| Após a aposentadotria de Angott, o título mundial foi reclamado por Beau Jack, Bob Montgomery e Ike Williams, além do próprio Angott, que havia decidido retornar aos ringues.                                           |                         |                   |                |                |                                          |
| 27 de outubro de 1943 | 8 de março de 1944      | Sammy Angott      | Estados Unidos | ANB            | 0                                        |
| 8 de março de 1944 | 18 de abril de 1945     | Juan Zurita       | México         | ANB            | 0                                        |
| 18 de abril de 1945 | 25 de maio de 1951      | Ike Williams      | Estados Unidos | Universal      | 8                                        |
| Williams conseguiu reunificar o título mundial, após derrotar Zurita e depois Montgomery. |                         |                   |                |                |                                          |
| 25 de maio de 1951 | 1º de abril de 1952     | Jimmy Carter      | Estados Unidos | Universal      | 2                                        |
| 1º de abril de 1952 | 15 de outubro de 1952   | Lauro Salas       | México         | Universal      | 0                                        |
| 15 de outubro de 1952 | 6 de fevereiro de 1954  | Jimmy Carter      | Estados Unidos | Universal      | 3                                        |
| 6 de fevereiro de 1954 | 17 de novembro de 1954  | Paddy DeMarco     | Estados Unidos | Universal      | 0                                        |
| 17 de novembro de 1954 | 29 de junho de 1955     | Jimmy Carter      | Estados Unidos | Universal      | 0                                        |
| 29 de junho de 1955 | 24 de agosto de 1956    | Wallace Bud Smith | Estados Unidos | Universal      | 1                                        |
| 24 de agosto de 1956 | 21 de abriil de 1962    | Joe Brown         | Estados Unidos | Universal      | 11                                       |

## Associação Mundial de Boxe
| Conquista do título                                                                                        | Perda do título         | Campeão             | Campeão               | Reconhecimento        | Manutenção do cinturão número de defesas |
| --- | ----------------------- | ------------------- | --------------------- | --------------------- | ---------------------------------------- |
| 21 de abril de 1962                                                                                        | 10 de abril de 1965     | Carlos Ortiz        | Porto Rico            | AMB                   | 4                                        |
| 10 de abril de 1965                                                                                        | 13 de novembro de 1965  | Ismael Laguna       | Panamá                | AMB                   | 0                                        |
| 13 de novembro de 1965                                                                                     | 29 de junho de 1968     | Carlos Ortiz        | Porto Rico            | AMB                   | 5                                        |
| 29 de junho de 1968                                                                                        | 18 de fevereiro de 1969 | Carlos Teo Cruz     | República Dominicana  | AMB                   | 1                                        |
| 18 de fevereiro de 1969                                                                                    | 3 de março de 1970      | Mando Ramos         | Estados Unidos        | AMB                   | 1                                        |
| 3 de março de 1970                                                                                         | 26 de setembro de 1970  | Ismael Laguna       | Panamá                | AMB                   | 1                                        |
| 26 de setembro de 1970                                                                                     | 26 de junho de 1972     | Ken Buchanan        | Reino Unido           | AMB                   | 2                                        |
| 26 de junho de 1972                                                                                        | 1979                    | Roberto Durán       | Panamá                | AMB                   | 12                                       |
| Durán decidiu subir de categoria, deixando seu título mundial da AMB em aberto.                            |                         |                     |                       |                       |                                          |
| 16 de junho de 1979                                                                                        | 2 de março de 1980      | Ernesto España      | Venezuela             | AMB                   | 1                                        |
| 2 de março de 1980                                                                                         | 12 de abril de 1981     | Hilmer Kenty        | Estados Unidos        | AMB                   | 3                                        |
| 12 de abril de 1981                                                                                        | 1981                    | Sean O'Grady        | Estados Unidos        | AMB                   | 0                                        |
| O'Grady teve seu título revogado pela AMB.                                                                 |                         |                     |                       |                       |                                          |
| 12 de setembro de 1981                                                                                     | 5 de dezembro de 1981   | Claude Noel         | Trinidad e Tobago     | AMB                   | 0                                        |
| 5 de dezmbro de 1981                                                                                       | 8 de maio de 1982       | Arturo Frias        | Estados Unidos        | AMB                   | 1                                        |
| 8 de maio de 1982                                                                                          | 1º de junho de 1984     | Ray Mancini         | Estados Unidos        | AMB                   | 4                                        |
| 1º de junho de 1984                                                                                        | 26 de setembro de 1986  | Livingstone Bramble | São Cristóvão e Neves | AMB                   | 2                                        |
| 26 de setembro de 1986                                                                                     | 21 de novembro de 1987  | Edwin Rosario       | Porto Rico            | AMB                   | 1                                        |
| 21 de novembro de 1987                                                                                     | 1989                    | Julio César Chávez  | México                | AMB                   | 2                                        |
| Chávez decidiu subir de categoria, deixando seu título mundial da AMB em aberto.                           |                         |                     |                       |                       |                                          |
| 9 de julho de 1989                                                                                         | 4 de abril de 1990      | Edwin Rosario       | Porto Rico            | AMB                   | 0                                        |
| 4 de abril de 1990                                                                                         | 11 de agosto de 1990    | Juan Nazario        | Porto Rico            | AMB                   | 0                                        |
| 11 de agosto de 1990                                                                                       | 1992                    | Pernell Whitaker    | Estados Unidos        | AMB                   | 3                                        |
| Whitaker decidiu subir de categoria, deixando seu título mundial da AMB em aberto.                         |                         |                     |                       |                       |                                          |
| 13 de junho de 1992                                                                                        | 24 de outubro de 1992   | Joey Gamache        | Estados Unidos        | AMB                   | 0                                        |
| 24 de outubro de 1992                                                                                      | 26 de junho de 1993     | Tony Lopez          | Estados Unidos        | AMB                   | 1                                        |
| 26 de junho de 1993                                                                                        | 30 de outubro de 1993   | Dingaan Thobela     | África do Sul         | AMB                   | 0                                        |
| 30 de outubro de 1993                                                                                      | 16 de maio de 1998      | Orzubek Nazarov     | Quirguistão           | AMB                   | 6                                        |
| 16 de maio de 1998                                                                                         | 10 de abril de 1999     | Jean-Baptiste Mendy | França                | AMB                   | 1                                        |
| 10 de abril de 1999                                                                                        | 7 de agosto de 1999     | Julien Lorcy        | França                | AMB                   | 0                                        |
| 7 de agosto de 1999                                                                                        | 13 de novembro de 1999  | Stefano Zoff        | Itália                | AMB                   | 0                                        |
| 13 de novembro de 1999                                                                                     | 11 de junho de 2000     | Gilberto Serrano    | Venezuela             | AMB                   | 1                                        |
| 11 de junho de 2000                                                                                        | 1º de julho de 2001     | Takanori Hatakeyama | Japão                 | AMB                   | 2                                        |
| 1º de julho de 2001                                                                                        | 8 de outubro de 2001    | Julien Lorcy        | França                | AMB                   | 0                                        |
| 8 de outubro de 2001                                                                                       | 5 de janeiro de 2002    | Raul Horacio Balbi  | Argentina             | AMB                   | 0                                        |
| 5 de janeiro de 2002                                                                                       | 2004                    | Leonard Doroftei    | Romênia               | AMB                   | 2                                        |
| Doroftei decidiu subir de categoria, deixando seu título mundial da AMB em aberto.                         |                         |                     |                       |                       |                                          |
| 10 de abril de 2004                                                                                        | 17 de julho de 2004     | Lakva Sim           | Mongólia              | AMB                   | 0                                        |
| 17 de julho de 2004                                                                                        | 28 de abril de 2007     | Juan Díaz           | Estados Unidos        | AMB                   | 6                                        |
| 28 de abril de 2007                                                                                        | 8 de março de 2008      | Juan Díaz           | Estados Unidos        | AMB (Super-Campeão)   | 1                                        |
| Díaz foi promovido à condição de Super-Campeão da AMB, após capturar o cinturão da OMB de Acelino Freitas. |                         |                     |                       |                       |                                          |
| 29 de dezembro de 2007                                                                                     | 19 de maio de 2008      | José Alfaro         | Nicarágua             | AMB (Campeão Regular) | 0                                        |
| 8 de março de 2008                                                                                         | 10 de janeiro de 2010   | Nate Campbell       | Estados Unidos        | AMB (Super-Campeão)   | 0                                        |
| Campbel abdicou de seu título mundial de Super-Campeão da AMB.                                             |                         |                     |                       |                       |                                          |
| 19 de maio de 2008                                                                                         | 3 de janeiro de 2009    | Yusuke Kobori       | Japão                 | AMB (Campeão Regular) | 0                                        |
| 3 de janeiro de 2009                                                                                       | 29 de maio de 2010      | Paulus Moses        | Namíbia               | AMB (Campeão Regular) | 1                                        |
| 28 de fevereiro de 2009                                                                                    | Presente                | Juan Manuel Márquez | México                | AMB (Super-Campeão)   |                                          |
| Márquez restabeleceu o título de Super-Campeão da AMB, que estava em aberto desde Nate Campbell.           |                         |                     |                       |                       |                                          |
| 29 de maio de 2010                                                                                         | 26 de fevereiro de 2011 | Miguel Acosta       | Venezuela             | AMB (Campeão Regular) | 1                                        |
| 26 de fevereiro de 2011                                                                                    | Presente                | Brandon Ríos        | Estados Unidos        | AMB (Campeão Regular) |                                          |

## Conselho Mundial de Boxe
| Conquista do título | Perda do título         | Campeão               | Campeão              | Reconhecimento | Manutenção do cinturão número de defesas |
| --- | ----------------------- | --------------------- | -------------------- | -------------- | ---------------------------------------- |
| 7 de abril de 1963 | 10 de abril de 1965     | Carlos Ortiz          | Porto Rico           | CMB            | 3                                        |
| 10 de abril de 1965 | 13 de novembro de 1965  | Ismael Laguna         | Panamá               | CMB            | 0                                        |
| 13 de novembro de 1965 | 29 de junho de 1968     | Carlos Ortiz          | Porto Rico           | CMB            | 5                                        |
| 29 de junho de 1968 | 18 de fevereiro de 1969 | Carlos Teo Cruz       | República Dominicana | CMB            | 1                                        |
| 18 de fevereiro de 1969 | 3 de março de 1970      | Mando Ramos           | Estados Unidos       | CMB            | 1                                        |
| 3 de março de 1970 | 15 de setembro de 1970  | Ismael Laguna         | Panamá               | CMB            | 1                                        |
| Laguna teve seu título mundial do CMB revogado. |                         |                       |                      |                |                                          |
| 12 de fevereiro de 1971 | 25 de junho de 1971     | Ken Buchanan          | Reino Unido          | CMB            | 0                                        |
| Buchanan teve seu título mundial do CMB revogado. |                         |                       |                      |                |                                          |
| 5 de novembro de 1971 | 18 de fevereiro de 1971 | Pedro Carrasco        | Espanha              | CMB            | 0                                        |
| 18 de fevereiro de 1971 | 15 de setembro de 1972  | Mando Ramos           | Estados Unidos       | CMB            | 1                                        |
| 15 de setembro de 1972 | 10 de novembro de 1972  | Chango carmona        | México               | CMB            | 0                                        |
| 10 de novembro de 1972 | 11 de abril de 1974     | Rodolfo González      | México               | CMB            | 2                                        |
| 11 de abril de 1974 | 8 de maio de 1976       | Guts Ishimatsu        | Japão                | CMB            | 5                                        |
| 8 de maio de 1976 | 21 de janeiro de 1978   | Esteban De Jesús      | Porto Rico           | CMB            | 3                                        |
| 21 de janeiro de 1978 | 1979                    | Roberto Durán         | Panamá               | CMB            | 0                                        |
| Durán decidiu subir de categoria, deixando seu título mundial do CMB em aberto. |                         |                       |                      |                |                                          |
| 17 de abril de 1979 | 20 de junho de 1981     | Jim Watt              | Reino Unido          | CMB            | 4                                        |
| 20 de junho de 1981 | 1983                    | Alexis Argüello       | Nicarágua            | CMB            | 4                                        |
| Argüello decidiu subir de categoria, deixando seu título mundial do CMB em aberto. |                         |                       |                      |                |                                          |
| 1º de maio de 1983 | 3 de novembro de 1984   | Edwin Rosario         | Porto Rico           | CMB            | 2                                        |
| 3 de novembro de 1984 | 10 de agosto de 1985    | José Luis Ramírez     | México               | CMB            | 0                                        |
| 10 de agosto de 1985 | 1987                    | Héctor Camacho        | Porto Rico           | CMB            | 2                                        |
| Camacho decidiu subir de categoria, deixando seu título mundial do CMB em aberto. |                         |                       |                      |                |                                          |
| 19 de julho de 1987 | 29 de outubro de 1988   | José Luis Ramírez     | México               | CMB            | 2                                        |
| 29 de outubro de 1988 | 1989                    | Julio César Chávez    | México               | CMB            | 0                                        |
| Chávez decidiu subir de categoria, deixando seu título mundial do CMB em aberto. |                         |                       |                      |                |                                          |
| 20 de agosto de 1989 | 1992                    | Pernell Whitaker      | Estados Unidos       | CMB            | 6                                        |
| Whitaker decidiu subir de categoria, deixando seu título mundial do CMB em aberto. |                         |                       |                      |                |                                          |
| 28 de agosto de 1992 | 1996                    | Miguel Ángel González | México               | CMB            | 10                                       |
| González decidiu subir de categoria, deixando seu título mundial do CMB em aberto. |                         |                       |                      |                |                                          |
| 20 de abril de 1996 | 1º de março de 1997     | Jean-Baptiste Mendy   | França               | CMB            | 0                                        |
| Whitaker decidiu subir de categoria, deixando seu título mundial do CMB em aberto. |                         |                       |                      |                |                                          |
| 1º de março de 1997 | 13 de junho de 1998     | Stevie Johnston       | Estados Unidos       | CMB            | 3                                        |
| 13 de junho de 1998 | 27 de fevereiro de 1999 | César Bazán           | México               | CMB            | 2                                        |
| 27 de fevereiro de 1999 | 17 de junho de 2000     | Stevie Johnston       | Estados Unidos       | CMB            | 4                                        |
| 17 de junho de 2000 | 20 de abril de 2002     | José Luis Castillo    | México               | CMB            | 3                                        |
| 20 de abril de 2002 | 2004                    | Floyd Mayweather Jr.  | Estados Unidos       | CMB            | 3                                        |
| Mayweather decidiu subir de categoria, deixando seu título mundial do CMB em aberto. |                         |                       |                      |                |                                          |
| 5 de junho de 2004 | 7 de maio de 2005       | José Luis Castillo    | México               | CMB            | 2                                        |
| 7 de maio de 2005 | 7 de outubro de 2006    | Diego Corrales        | Estados Unidos       | CMB            | 0                                        |
| 7 de outubro de 2006 | 20 de fevereiro de 2007 | Joel Casamayor        | Cuba                 | CMB            | 0                                        |
| Casamayor teve seu título mundial do CMB revogado. |                         |                       |                      |                |                                          |
| 20 de fevereiro de 2007 | 28 de junho de 2008     | David Díaz            | Estados Unidos       | CMB            | 0                                        |
| 28 de junho de 2008 | 2009                    | Manny Pacquiao        | Filipinas            | CMB            | 0                                        |
| Pacquiao decidiu subir de categoria, deixando seu título mundial do CMB em aberto. |                         |                       |                      |                |                                          |
| 4 de abril de 2009 | 2010                    | Edwin Valero          | Venezuela            | CMB            | 2                                        |
| Por volta de março de 2010, Valero anunciou sua intenção de subir de categoria. No entanto, detido pelo homícidio de sua esposa, Valero acabou comentendo suicídio em 19 de abril de 2010. |                         |                       |                      |                |                                          |
| 13 de março de 2010 | 2011                    | Humberto Soto         | México               | CMB            | 4                                        |
| Soto decidiu subir de categoria, deixando seu título mundial do CMB em aberto. |                         |                       |                      |                |                                          |

## Federação Internacional de Boxe
| Conquista do título                                                                | Perda do título         | Campeão           | Campeão        | Reconhecimento | Manutenção do cinturão número de defesas |
| ---------------------------------------------------------------------------------- | ----------------------- | ----------------- | -------------- | -------------- | ---------------------------------------- |
| 30 de janeiro de 1984                                                              | 15 de abril de 1984     | Charlie Brown     | Estados Unidos | FIB            | 0                                        |
| 15 de abril de 1984                                                                | 6 de abril de 1985      | Harry Arroyo      | Estados Unidos | FIB            | 2                                        |
| 6 de abril de 1985                                                                 | 5 de dezembro de 1986   | Jimmy Paul        | Estados Unidos | FIB            | 3                                        |
| 5 de dezembro de 1986                                                              | 7 de junho de 1987      | Greg Haugen       | Estados Unidos | FIB            | 0                                        |
| 7 de junho de 1987                                                                 | 6 de fevereiro de 1988  | Vinny Pazienza    | Estados Unidos | FIB            | 0                                        |
| 6 de fevereiro de 1988                                                             | 18 de fevereiro de 1989 | Greg Haugen       | Estados Unidos | FIB            | 2                                        |
| 18 de fevereiro de 1989                                                            | 1992                    | Pernell Whitaker  | Estados Unidos | FIB            | 8                                        |
| Whitaker decidiu subir de categoria, deixando seu título mundial da FIB em aberto. |                         |                   |                |                |                                          |
| 10 de janeiro de 1993                                                              | 19 de fevereiro de 1994 | Freddie Pendleton | Estados Unidos | FIB            | 1                                        |
| 19 de fevereiro de 1994                                                            | 6 de maio de 1995       | Rafael Ruelas     | Estados Unidos | FIB            | 2                                        |
| 6 de maio de 1995                                                                  | 1995                    | Oscar de la Hoya  | Estados Unidos | FIB            | 0                                        |
| Oscar de la Hoya renunciou ao seu título mundial da FIB.                           |                         |                   |                |                |                                          |
| 19 de agosto de 1995                                                               | 2 de agosto de 1997     | Philip Holiday    | Austrália      | FIB            | 6                                        |
| 2 de agosto de 1997                                                                | 1999                    | Shane Mosley      | Estados Unidos | FIB            | 8                                        |
| Mosley decidiu subir de categoria, deixando seu título mundial da FIB em aberto.   |                         |                   |                |                |                                          |
| 20 de agosto de 1999                                                               | 22 de novembro de 2003  | Paul Spadafora    | Estados Unidos | FIB            | 8                                        |
| 22 de novembro de 2003                                                             | 13 de maio de 2004      | Javier Jauregui   | México         | FIB            | 0                                        |
| 13 de maio de 2004                                                                 | 2005                    | Julio Díaz        | México         | FIB            | 0                                        |
| Díaz renunciou ao seu título mundial da FIB.                                       |                         |                   |                |                |                                          |
| 17 de junho de 2005                                                                | 17 de setembro de 2005  | Leavander Johnson | Estados Unidos | FIB            | 0                                        |
| 17 de setembro de 2005                                                             | 3 de fevereiro de 2007  | Jesús Chávez      | México         | FIB            | 0                                        |
| 3 de fevereiro de 2007                                                             | 13 de outubro de 2007   | Julio Díaz        | México         | FIB            | 0                                        |
| 13 de outubro de 2007                                                              | 8 de março de 2008      | Juan Díaz         | Estados Unidos | FIB            | 0                                        |
| 8 de março de 2008                                                                 | 13 de fevereiro de 2009 | Nate Campbell     | Estados Unidos | FIB            | 0                                        |
| Campbell teve seu título mundial da FIB revogado.                                  |                         |                   |                |                |                                          |
| 14 de agosto de 2010                                                               | Presente                | Miguel Vázquez    | México         | FIB            |                                          |

## Organização Mundial de Boxe
| Conquista do título                                                                     | Perda do título         | Campeão             | Campeão        | Reconhecimento | Manutenção do cinturão número de defesas |
| --------------------------------------------------------------------------------------- | ----------------------- | ------------------- | -------------- | -------------- | ---------------------------------------- |
| 6 de maio de 1899                                                                       | 22 de setembro de 1990  | Mauricio Aceves     | México         | OMB            | 1                                        |
| 22 de setembro de 1990                                                                  | 1991                    | Dingaan Thobela     | África do Sul  | OMB            | 2                                        |
| Thobela renunciou ao seu título mundial da OMB.                                         |                         |                     |                |                |                                          |
| 22 de setembro de 1990                                                                  | 1994                    | Giovani Parisi      | Itália         | OMB            | 2                                        |
| Parisi decidiu subir de categoria, deixando seu título mundial da OMB em aberto.        |                         |                     |                |                |                                          |
| 29 de julho de 1994                                                                     | 1996                    | Oscar de la Hoya    | Estados Unidos | OMB            | 6                                        |
| Oscar de la Hoya decidiu subir de categoria, deixando seu título mundial da OMB aberto. |                         |                     |                |                |                                          |
| 13 de abril de 1996                                                                     | 3 de janeiro de 2004    | Artur Grigorian     | Uzbequistão    | OMB            | 17                                       |
| 3 de janeiro de 2004                                                                    | 7 de agosto de 2004     | Acelino Freitas     | Brasil         | OMB            | 0                                        |
| 7 de agosto de 2004                                                                     | 2005                    | Diego Corrales      | Estados Unidos | OMB            | 1                                        |
| Corrales renunciou ao sue título mundial da OMB.                                        |                         |                     |                |                |                                          |
| 29 de abril de 2006                                                                     | 28 de abril de 2007     | Acelino Freitas     | Brasil         | OMB            | 0                                        |
| 28 de abril de 2007                                                                     | 8 de março de 2008      | Juan Díaz           | Estados Unidos | OMB            | 1                                        |
| 8 de março de 2008                                                                      | 13 de fevereiro de 2009 | Nate Campbell       | Estados Unidos | OMB            | 0                                        |
| Campbell teve seu título mundial da OMB revogado.                                       |                         |                     |                |                |                                          |
| 8 de março de 2008                                                                      | 13 de fevereiro de 2009 | Nate Campbell       | Estados Unidos | OMB            | 0                                        |
| 28 de fevereiro de 2009                                                                 | Presente                | Juan Manuel Márquez | México         | OMB            |                                          |